# Dafne Keen
Dafne Keen (Madrid, 2005. január 4. –) brit-spanyol színésznő.
Legismertebb szerepe Laura Linney / X-23 a Logan – Farkas és a Deadpool & Rozsomák című filmekben.

## Élete
2005. január 4-én született Madridban, Will Keen angol színész és María Fernández Ache spanyol színésznő gyermekeként.

## Pályafutása
2014-ben kezdett el színészkedni, apja mellett szerepelt a BBC The Refugees című  sorozatában, ahol Ana "Ani" Cruz Oliver-t alakította. Két évvel a filmvásznon való debütálása után a 20th Century Fox nagy költségvetésű hollywoodi produkcióban kapott szerepet; Hugh Jackman oldalán szerepelt a 2017-es Logan – Farkas című szuperhősfilmben, mint a mutáns Laura. Alakításáért megkapta a legjobb újoncnak járó Empire-díjat. 2019-ben megkapta Lyra Belacqua szerepét Az Úr sötét anyagai című sorozatban. 2020-ban szerepelt Andy García mellett az Ana című vígjáték-drámafilmben. 2022 novemberében csatlakozott Az akolitus című Star Wars-sorozat szereplőihez. 2024 júliusában bejelentették, hogy újra eljátssza Laura szerepét a Marvel-moziuniverzum Deadpool & Rozsomák című filmjében.

## Filmográfia

### Film
| Év   | Magyar cím          | Eredeti cím          | Szerep              | Magyar hang |
| ---- | ------------------- | -------------------- | ------------------- | ----------- |
| 2017 | Logan – Farkas      | Logan                | Laura Linney / X-23 | Vida Sára   |
| 2020 |                     | Ana                  | Ana                 |             |
| 2024 | Deadpool & Rozsomák | Deadpool & Wolverine | Laura / X-23        | Vida Sára   |

### Televízió
| Év        | Magyar cím          | Eredeti cím        | Szerep                       | Megjegyzések                       |
| --------- | ------------------- | ------------------ | ---------------------------- | ---------------------------------- |
| 2014–2015 |                     | The Refugees       | Ana "Ani" Cruz Oliver        | 7 epizód                           |
| 2019–2022 | Az Úr sötét anyagai | His Dark Materials | Lyra Belacqua / Silvertongue | főszereplő                         |
| 2024      | Az akolitus         | The Acolyte        | Jecki Lon                    | főszereplő magyar hangja Vida Sára |

## Fordítás
- Ez a szócikk részben vagy egészben a Dafne Keen című angol Wikipédia-szócikk fordításán alapul.  Az eredeti cikk szerkesztőit annak laptörténete sorolja fel. Ez a jelzés csupán a megfogalmazás eredetét és a szerzői jogokat jelzi, nem szolgál a cikkben szereplő információk forrásmegjelöléseként.